# Retour à Xanadu

Retour à Xanadu est une histoire en bande dessinée de Keno Don Rosa, publiée en 1991. Elle met en scène Picsou, Donald Duck et Riri, Fifi et Loulou.
Cette histoire est une suite de deux aventures de Carl Barks : Des capsules pour Tralla La (1954) et La couronne perdue de Gengis Khan (1956).
Les événements de cette histoire seront par la suite rapidement évoqués dans un épisode ultérieur de Don Rosa, La Couronne des croisés (2001).

## Synopsis
Picsou montre à ses neveux ses différents trésors exposés dans la salle des trophées de son coffre-fort, dont la couronne de Gengis Khan, qu'ils avaient ramenés ensemble d'Asie. Celle-ci avait été découverte par le biais d'un sherpa éleveur de yacks du Ladakh (au nord de l'Inde), qui parla au milliardaire d'un chevrier qui l'avait trouvée dans une grotte. D'après le Manuel des Castors Juniors, cette couronne fait partie du fabuleux trésor de Gengis Khan, que personne n'a jamais découvert. Il n'en faut pas plus à l'oncle Picsou pour emmener les siens au Tibet, afin de partir à sa recherche. Après avoir pénétré dans la grotte en question, les héros longent une rivière souterraine, Aleph, censée les mener vers la mythique vallée perdue de Xanadu, où se trouve sans doute le trésor. Parvenus dans la vallée, ils découvrent qu'ils y étaient déjà venus, car celle-ci n'est autre que la vallée de Tralla La, qu'ils avaient explorés lors d'une précédente aventure. L'ennui est que leur première venue dans cet endroit n'a pas laissé que de bons souvenirs auprès des habitants...

## Fiche technique
- Code de l'histoire : D 90314.
- Éditeur : Egmont.
- Titre en anglais : Return to Xanadu.
- Titre en français : Retour à Xanadu ; elle fut également titrée Retour à Xanadu !, Retour à Tralla La et Retour à Tralla-La.
- 30 planches.
- Auteur et dessinateur : Keno Don Rosa[1].

## Contexte d'écriture
Cette histoire constitue une des nombreuses suite d'histoires de Barks réalisées par Don Rosa, en l'occurrence, Des capsules pour Tralla La. Celle-ci posa problème car les héros pouvaient difficilement avoir envie de revenir dans la vallée de Tralla La, à cause d'une catastrophe qu'ils avaient provoqué involontairement lors de leur premier passage, devenant ainsi persona non grata. Il fallait donc trouver un moyen pour l'auteur afin de les faire y retourner sans qu'ils ne le sachent, par accident. Par conséquent, ils devaient y arriver par voie souterraine. Or, l'histoire de Barks décrit la vallée comme présentant de multiples cavernes, ainsi qu'un tourbillon dans le lac par lequel s'évacue l'eau, s'écoulant jusqu'en Inde. Ce serait par cette voie qu'il ferait passer les canards.
Ensuite, ceux-ci devaient avoir une raison de se trouver au Tibet, sans doute à le recherche d'un nouveau trésor. Le seul qui ait traversé l'esprit de Don Rosa est celui de Gengis Khan. L'occasion pour le bédéiste de faire suite à une autre histoire de Barks, La couronne perdue de Gengis Khan, dans laquelle Picsou et sa famille avaient rapporté la couronne de l'empereur mongol, faisant clairement partie du trésor en question. Dans cette histoire, le milliardaire reste mystérieux sur les circonstances ayant permis la découverte de la fameuse couronne qu'il ramène chez lui. Ce qui permit à l'auteur d'en fournir l'explication.

Portrait post-mortem de Kubilai Khan

Il ne restait plus qu'à Don Rosa de se documenter sur ce trésor de Cathay (ancien nom donné au nord de la Chine). Son dernier gardien en fut Kubilai Khan, petit-fils de Gengis Khan. Il est évoqué dans le fameux poème Kubla Khan, écrit par le poète britannique Samuel Taylor Coleridge en 1816. La description qu'il fait de Xanadu, lieu de retraite légendaire du souverain, sorte de Pays de Cocagne, ressemble beaucoup à celle de la vallée de Tralla La. Ce qui était parfait pour le bédéiste qui voulait que les deux contrées ne fassent qu'une dans son histoire.
Lors de la création de l'histoire, une séquence fut retirée du storyboard sur demande de l'éditeur. Celle-ci montre Riri, Fifi et Loulou se faire convoquer par le chef de la lamaserie. Il leur annonce qu'il détient un secret les concernant et qu'il le leur révèlerait si jamais ils revenaient le voir par la suite. Lorsque les canards disparaissent dans le tourbillon après avoir sauvé la vallée, le second du lama annonce à son supérieur qu'ils ont péri. Mais ce dernier affirme alors le contraire et prétend que les enfants reviendront bientôt le voir. Son secret concernerait-il leur mystérieux père, dont on ne sait pratiquement rien ? Quoi qu'il en soit, Egmont a refusé de publier ce passage problématique, estimant qu'il n'a rien à voir avec l'histoire et qu'il s'y insère mal,.

## Allusions culturelles
Les nombreux éléments récoltés lors de ses recherches sont repris dans les différentes vignettes. Ainsi, le Manuel des Castors Juniors révèle que Marco Polo affirma avoir vu cette couronne, alors qu'il cherchait le légendaire royaume du prêtre Jean. Lorsqu'il découvrit cette contrée, il en parla à Kubilai Khan, qui l'envahit pour y entreposer le trésor de l'Empire mongol afin qu'il y soit en sécurité, l'endroit étant difficile d'accès.
Selon le chevrier, vivant dans les collines situées entre l'Himalaya et la cordillère du Kunlun, la caverne de glace abritant la couronne se trouve au pied du mont Karakal. Cette montagne fictive provient du roman Les Horizons perdus, écrit par James Hilton en 1933. Il y est question d'ailleurs d'un lieu nommé Shangri-La, source d'inspiration de Barks pour son aventure Des capsules pour Tralla La.
Dans la caverne, dont l'entrée est ornée de chortens, se trouve encore le coffre en bois de teck qui contenait la couronne ; ce bois précieux, connu pour sa robustesse, provient d'un arbre poussant notamment en Asie.
Le site constitue un accès au fleuve sacré d'Aleph, évoqué dans le fameux poème. Celui-ci est basé sur les œuvres de Samuel Purchas, qui reprennent de leur côté les écrits de voyageurs comme Marco Polo.
La vie à Tralla La ressemble à celle à Shangri-La : les habitants méprisent toute richesse matérielle et se consacrent à une vie simple, rythmée par les travaux. Ils vivent dans leur environnement naturel paradisiaque, un monde perdu préservé des agressions extérieures. Les tralla laliens disposent eux aussi d'une riche bibliothèque, comprenant des livres portés disparus depuis l'incendie de la bibliothèque d'Alexandrie ; notamment un manuscrit rédigé par Pline l'Ancien en 73, dont le « volume XIII, page MCVI, dernier paragraphe » contient une anecdote non répertoriée dans le précieux Manuel des Castors Juniors. Leur grand lama siège dans un Gompa, vaste édifice utilisés par les moines bouddhistes tibétains.
Cet isolement des habitants n'a pas empêché Kubilai Khan d'envahir la vallée et de les réduire en esclavage, afin de s'y ressourcer et y cacher son trésor. Lui et ses hommes ont fini par repartir, mais ils installèrent un engin destructeur, consistant en une vanne pouvant bloquer l'écoulement de l'Aleph si elle était fermée, afin d'inonder la vallée.
Or, les canards ont fermé cette vanne, sans se douter de la catastrophe qu'ils provoqueraient. Et quand le choschambo (bras droit du grand lama) La Dida découvre que l'inondation est en train de se produire, il s'exclame "Par les puissances de Makalu !!", tandis qu'un autre habitant s'exclame "Oh, Khumbila !" ; tous les deux évoquent des sommets himalayens. Plus loin d'ans l'aventure, un Indien du Cachemire voyant les canards s'écrie "Chomo Lungma !", nom népalais de l'Everest. Ceux-ci sont arrivés dans le même village à partir duquel ils avaient jadis remonté le fleuve jusqu'à la vallée, lors de leur première visite.
Un panneau planté près de l'élevage de yacks mentionne une allusion à Yakety Yak, chanson de rock écrite en 1958 par Jerry Leiber et Mike Stoller.